# 西奥菲勒斯
西奥菲勒斯，和合本《新約全書》譯作提阿非羅，是《路加福音》1章3節与《使徒行传》1章1節中对人的一种荣誉称号、称呼。
有人认为《路加福音》与《使徒行传》的作者是同一个人，还有部分人认为这两本其实是同一本书。前人精妙地运用通用希腊语撰写这两本书，而书中在希腊语中意味着“上帝的朋友” 、“被上帝所爱”或“爱上帝”。没有人确定西奥菲勒斯的真实身份，不过存在相关的几个猜想和传统。另外，英语中Theophilus也可以被写作Theophilos，它既可以作为一个普通的名字又可以作为古罗马学者与犹太人中的一个荣誉称号──他们的生活与《路加福音》与《使徒行传》的作者有相同之处。